# Лёвенский католический университет
Лёвенский католический университет (нидерл. KU Leuven) — университет Бельгии. Нидерландоязычная ветвь старого Лёвенского католического университета, оставшаяся после Лёвенского кризиса на территории Фландрии, на месте старого университета в городе Лёвен.

## Общие сведения
Занимает 45-е место в рейтинге 2020 года компании Times Higher Education и 80-е — в рейтинге 2020 года компании QS.
В дополнение к основному кампусу в Лёвене имеет кампусы-спутники в Кортрейке, Антверпене, Генте, Брюгге, Остенде, Гиле, Дипенбеке, Алсте, Синт-Кателине-Вейвере и Брюсселе. 
Лёвенский католический университет является крупнейшим университетом в Бельгии и Нидерландах. В 2017—2018 годах в университете обучалось более 58 000 студентов. Основным языком обучения является голландский, хотя некоторые программы преподаются на английском языке, особенно в аспирантуре.
В течение четырёх лет подряд, начиная с 2016 года, Thomson Reuters оценивал ЛКУ как самый активный университет в Европе в области продвижения различных современных тенденций.
Несмотря на название «католический», ЛКУ является светским и действует независимо и отдельно от Католической церкви. ЛКУ открыт для студентов разных вероисповеданий или жизненных позиций.

## История

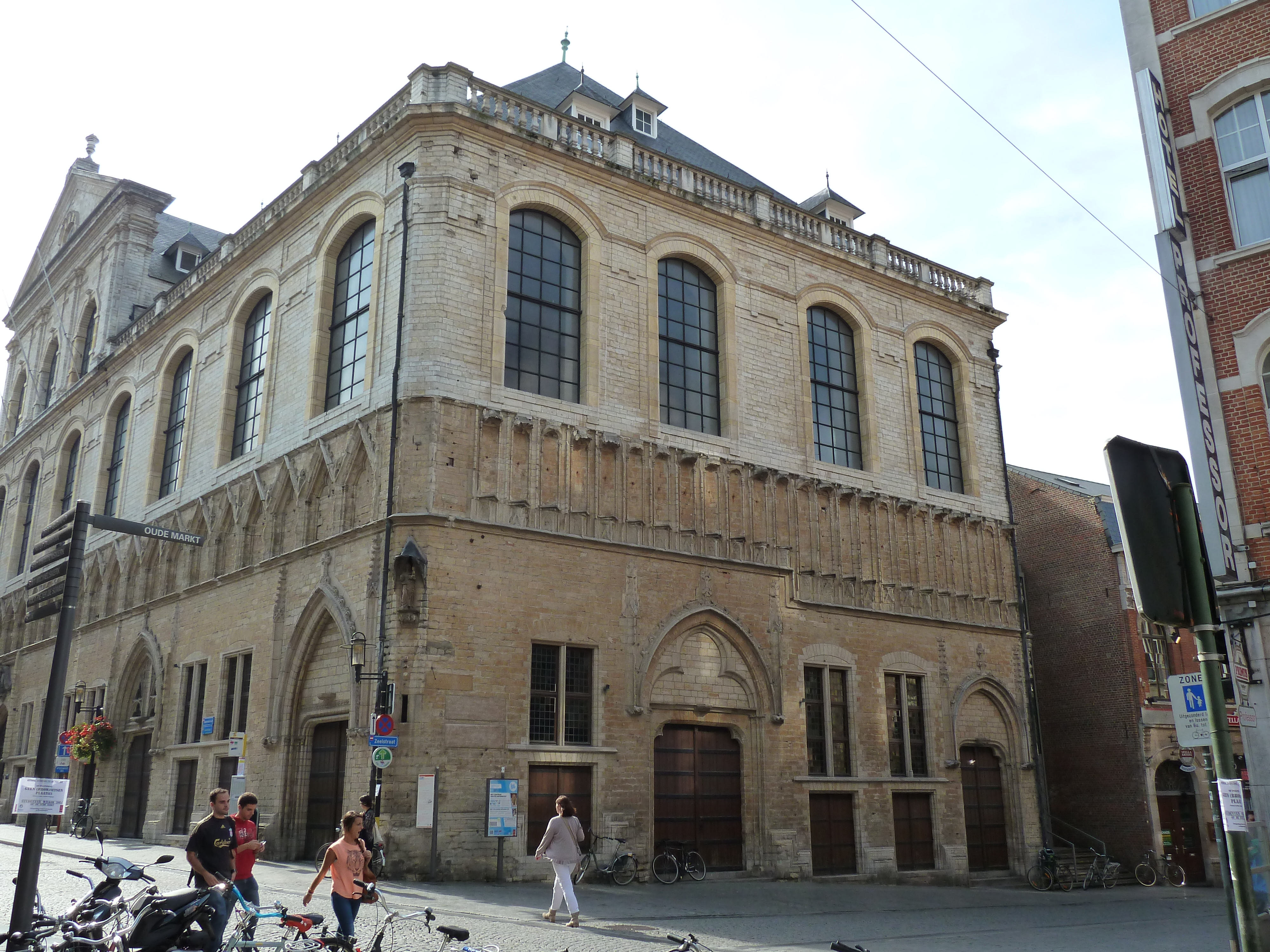
Университетский зал (Universiteitshal) — самое старое здание университета. Построено как суконная палата (Lakenhal) в 1317 году, используется университетом с XV века. Сейчас здесь расположены центральные службы, включая ректорат

Датой основания считается 1425 год, когда брабантский герцог Жан IV обратился с просьбой о открытии школы (studium generale), к римскому папе Мартину V. В своей просьбе он подчеркивал удачность местности и благополучие жителей города, а также наличие соответствующего здания для школы. Через пять лет после основания общей школы, римский папа Евгений IV, открыл здесь богословский факультет, который принёс университету наибольшую славу. Лёвенский университет стал международным центром философии неотомизма.
Во время Французской революции был закрыт и только с рождением современного бельгийского государства в 1831 году, был восстановлен — прежде в городе Мехелен, а оттуда перенесён снова в Лёвен. В 1888—1889 годах здесь при помощи кардинала Д.-Ж. Мерсье был учреждён Высший институт философии (школа Фомы Аквитанского), с 1894 года издавался журнал «Revue Neoscolastique». Во время обеих мировых войн были уничтожены большие университетские книгохранилища, утрачена часть архивов. В 1946 году под одной администрацией возникли две параллельных секции университета — франкоязычная и нидерландоязычная, а с 1970 года существуют два отдельных университета — валлонский и фламандский.
В 2018 году члены студенческого братства Рёйзегом в процессе посвящения непредумышленно убили студента инженерного факультета Санду Дию и пытались скрыть улики. Университет позволил студентам учиться дальше, впоследствии они получили штраф в размере 400 евро каждый и исправительные работы длительностью в 200-300 часов. Обстоятельства убийства Дии, излишне мягкая реакция университета и сравнительно небольшой штраф в качестве приговора суда вызвали ряд протестов во Фландрии и Нидерландах.
Среди преподавателей университета был, в частности, Пьер-Жозеф ван Бенеден, который затем возглавил научный отдел, а затем стал и президентом Бельгийской Академии Наук.
В истории Русского зарубежья университет известен тем, что здесь по стипендии кардинала Мерсье учились русские эмигранты, существовало специальное общежитие для них с домовой церковью (Студенческий храм в Лёвене), где духовниками, в частности, были: священники Дмитрий Кузьмин-Караваев и Алексей Стричек. Православных студентов опекал Георгий Цебриков.

## Известные ученики

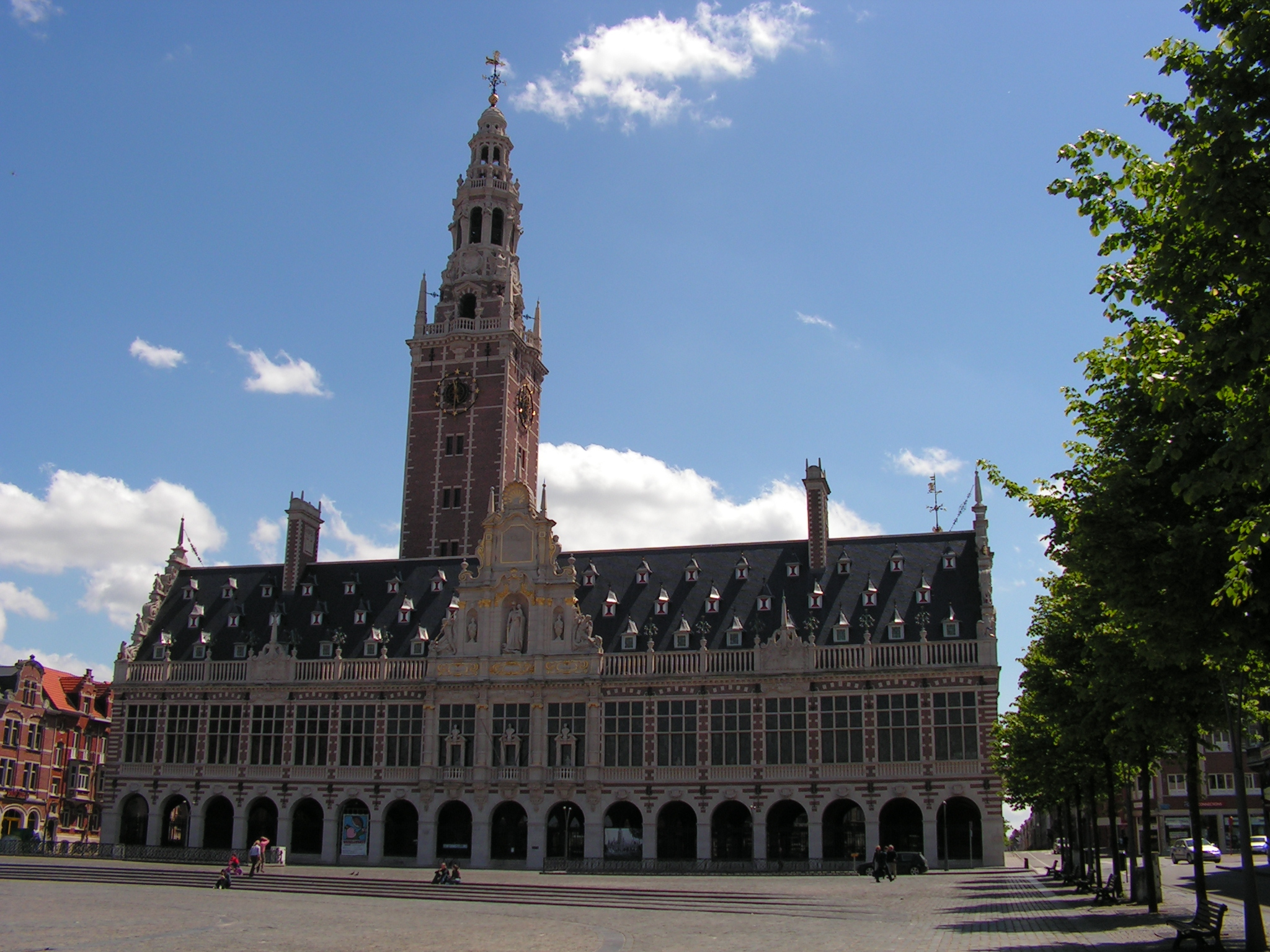
Университетская библиотека

- Жорж Шателен (1415—1475) — бургундский хронист, историограф герцогов Филиппа Доброго и Карла Смелого.
- Фризиус Реньер Гемма (1508—1555) — нидерландский математик, врач, картограф, философ, гравер, мастер астрономических инструментов, педагог.
- Макмахон, Хибер — (1600—1650) — ирландский политический и церковный деятель, епископ Клогера.
- Штефан Гечови (1873—1929)  — албанский священник, теолог, этнолог и фольклорист. Монах-францисканец. Один из основателей албанской фольклористики.
- Винценты Теофил Поппел (1825—1912) — польский римско-католический священнослужитель.
- Иоанн (Шаховской) (1902—1989) — епископ Православной церкви в Америке, проповедник, писатель, поэт.
- Юрий Феличкин (1904—1992) — советский разведчик, филолог, педагог.
- Гастон Эйскенс (1905—1988) — бельгийский политик, премьер-министр Бельгии.
- Нюттен, Жозеф (1909—1988) — бельгийский психолог.
- Герман Ван Бреда (1911—1974) — бельгийский философ, католический священник.
- Поснова, Ирина Михайловна (1914—1997) — видный деятель русского католичества XX века в эмиграции.
- Ренато Прада Оропеса (1937—2011) — боливийско-мексиканский учёный-филолог.
- Абдул Кадыр Хан (1936—2021) — пакистанский учёный-ядерщик и инженер-металлург.
- Херман ван Ромпёй (р. 1947) — бельгийский и общеевропейский политический деятель.
- Барт Де Вевер (р. 1970) — бельгийский политик.
- Винсент Рейман (р. 1970) — бельгийский криптограф, один из авторов Advanced Encryption Standard (AES).
- Йоан Даймен (р. 1965) — бельгийский криптограф, один из авторов Advanced Encryption Standard (AES).
- Астер Беркхоф  (1920—2020) — бельгийский писатель.